# Chó tha mồi Labrador
Chó tha mồi Labrador, thường được gọi với tên thân thuộc là Lab, là một giống chó săn phổ biến ở Mỹ chúng thuộc nhóm chó săn mồi (gundog) và thường dùng để tha các con mồi về cho chủ trong các cuộc săn. Tên gọi Labrador có xuất xứ từ chữ "labrador" trong ngôn ngữ Bồ Đào Nha, có nghĩa là người lao động. Trong quá khứ, chó Labrador là giống chó được các thủy thủ, ngư dân Newfoundland va Bồ Đào Nha ưa chuộng nhất. Chúng hiền lành, dễ gần và thích ở gần con người, loài chó săn mồi được coi là một trong những loài chó phổ biến nhất ở Mỹ trong những năm qua. 
Chó săn mồi rất năng động, đáng tin cậy, đáng yêu, dễ huấn luyện, nhiều người Mỹ coi chú chó này là một thành viên trong gia đình. Ở Nga chúng còn được gọi là "Labriki", "Laby", hay "Labukh".

## Tổng quan
Tổ tiên của chúng là giống chó Newfoundland ở Canada. công việc thường ngày của chúng là giúp những ngư dân kéo lưới bắt cá. Labrador được huấn luyện để nhảy từ trên tàu xuống nước đầy băng tuyết và kéo lưới vây lại giúp những ngư dân bắt cá dễ dàng hơn. Chúng được các thuyền Anh mang về nước vào những năm 1800, và chính ở nước Anh, bản năng tìm kiếm của chúng được phát triển hơn. Chúng cũng trở thành những chú chó gia đình và để bầu bạn bởi bản tính dịu dàng, tình cảm và rất dễ huấn luyện.
Chúng cũng chứng tỏ khả năng trong việc phát hiện thuốc nổ, dắt người mù và giúp việc cho những người tàn tật. Trung thực, điềm tĩnh, thông minh, khi chơi với trẻ nhỏ gây được sự yên tâm cho con người,luôn luôn tự thoả mãn hài lòng, thích hợp cuộc sống vùng ngoại ô. Chó săn Labrador có khứu giác đặc biệt tốt, nên trong cả hai thế chiến giống chó này được dùng để truy tìm địa lôi, hiện nay được dùng để đánh hơi tìm các loại độc dược phạm pháp. Về cơ bản được nuôi trong nhà do đó nên chuẩn bị tốt lồng hoặc phạm vi tương đối rộng cho chúng, bởi giống chó này lớn rất nhanh. Giống chó Labrador chiếm gần tám mươi phần trăm số chó dẫn đường trên toàn thế giới.
Với phương diện là chó săn, chó Labrador là phụ tá vô cùng đắc lực cho thợ săn: hoạt động không mệt mỏi, đánh hơi theo dấu tài tình, hiểu và thực hiện các mệnh lệnh một cách nhanh chóng, tóm tại thuộc hàng xuất sắc trong các nòi chó săn. Chó Labrador có thể tìm kiếm chính xác không bao giờ sai vị trí con mồi bị bắn chết hoặc bị bắn rơi, cả ở trên cạn lẫn dưới nước. Chúng còn có trực cảm tốt, sức chịu đựng dẻo dai, bền bỉ, đặc biệt là khả năng đánh hơi theo dấu máu con mồi dù đã khô sau mấy ngày.
Chó săn thuộc giống Labrador không bao giờ tỏ ra hoảng hốt, giận dữ khi chẳng may bị mất liên lạc với chủ, vẫn miệt mài thực hiện công việc của mình, theo mệnh lệnh mà chủ đã ban ra trước đó. Khi tha con mồi về cho chủ, chó Labrador ngậm nhẹ nhàng đến mức không thể nhận thấy dấu răng trên thân thể con mồi, trong khi đó, với những con chó săn thuộc giống khác, khi mồi được đưa về cho chủ thì giập nát. Chó Labrador tham gia công việc săn bắn không phải do có bản năng hung hãn tự nhiên, mà do ý thức phục tùng người chủ của mình.

## Lịch sử
Bắt nguồn từ những con to lớn có tên là Greater Newfoundland, tổ tiên của giống chó Newfoundland hiện tại của Canada, giống nhỏ hơn có tên là Lesser Newfoundland hay St. John's Dog, giống chó này là tổ tiên của Labrador Retriever và 3 giống chó Retiever khác trên thế giới: Flat-Coated Retriever, Chesapeake Bay Retriever và Golden Retriever, nhưng Labrador Retriever được coi là ít bị lai nhất, vẫn giữ rất nhiều đặc tính của St. John's Dog. Nguồn gốc của John's Dog chưa có tài liệu nào ghi lại rõ ràng, vào thế kỷ 15 ở Newfoundland vẫn còn là một vùng hoang sơ, không có chính phủ, chỉ có thổ dân và các tàu đánh cá từ châu Âu tới để đánh bắt loại cá tuyết King Cod rất ngon và có rất nhiều ở vùng biển này, họ đánh bắt cá rồi muối phơi khô để chở về châu Âu.
Những ngư phủ đến từ châu Âu đã đem theo những giống chó trên tàu, và khi họ định cư ở Newfoundland các giống chó này lai với nhau và được chọn lọc theo quy luật tự nhiên để phù hợp với khí hậu và công việc nên tạo ra giống chó Lab, ca thể nào yếu, không phù hợp với khí hậu và chế độ làm việc sẽ chết, việc đánh bắt cá trên tàu hay dưới biển đòi hỏi con chó phải có sưc khỏe rất tốt và chịu lạnh, vì nước biển ở vùng này rất lạnh. Và những giống chó này có thể là những giống chó của Anh và Bồ Đào Nha. Chúng từng tham gia kéo lưới cá với thổ dân Bắc Mỹ. Mùa đông, nước biển Đại Tây Dương lạnh nhưng chúng có bộ lông dày và lớp lông mao bên dưới không thấm nước nên giữ được thân nhiệt rất tốt. Không chỉ phụ kéo lưới trên thuyền, chúng sẵn sàng lao xuống nước để lùa cá vào lưới và gỡ lưới. Sau mỗi chuyến đánh bắt trở về bờ, chó Labrador còn phụ giúp các ngư phủ kéo cá về nhà.
Có những ý kiến cho rằng những con chó đến từ châu Âu đã lai với giống chó có sẵn ở đó của thổ dân một cách tự nhiên rồi tạo ra giống Labrador. Trước khi người da trắng đến Newfoundland đã có thổ dân da đỏ Beothuks sống ở đó, người ta còn tìm thấy ngôi mộ cổ của thổ dân có chôn theo hai con chó nặng khoảng 45-55 pounds, và như nuôi để làm bạn với con người và dùng để đi săn, đó là chó của những người thổ dân, và những người châu Âu nhìn lầm nó là những con chó sói. Những con chó của thổ dân được đánh dấu rất nhiều trên tai giống như người ta làm dấu với cừu ở bên Anh.
Sau đó người da trắng châu Âu đã săn lùng và tiêu diết những người thổ dân ở Newfoundland, và giống chó của thổ dân Beothuks cũng thoe số phận của những người chủ của nó bị thuyệt chủng. Nếu Lab là giống chó có sẵn ở Newfoundland của thổ dân, thì không hợp lý vì giống chó của thổ dân có cấu trúc gần giống với giống chó Nordic Spitz cổ xưa. Vào thời điểm đó các con chó St. John's Dog đều chỉ có màu đen và có đốm trắng hai bên má, trước ngực và ở bốn chân, lông ngắn và không thấm nước, lông ngắn để bơi lội ở vùng khí hậu lạnh khi lên bờ nước bám trên lông khong bị đông đá, đây cũng là điểm khác biệt với chó Newfoundland kéo cá ở tren bờ có bộ lông dài.
Vào đầu những năm 1800 người Anh và người Scotland đã nhập những con St. John's Dog đầu tiên về nước, và họ phát hiện những con chó này rất giỏi trong việc tha mồi trong săn bắn, nhất là săn vịt trời hay những con thú ở những vùng ngập nước, và họ gọi những con St. John's Dog này là Labrador Retriever, gọi theo tên vùng biển Labrador ở Canada nơi mà nó xuất xứ, để phân biệt với những con Newfoundland. Một bá tước người Anh và bá tước người Scotland cũng đã nhập những con chó St. John's Dog về để săn bắn, sau khi họ chết, con trai của họ đã chính thức nhập về rất nhiều Labrador từ Canada để nhân giống và mở trại chó Labrador đầu tiên ở Anh và Scotland, họ nói rằng họ cố giữ giống chó này thuần chủng như những con St. John's Dog ở Canada.
Vào thời đó trò chơi săn bắn rất thịnh hành ở châu Âu, Cũng chưa có các hiệp hội công nhận chó thuần chủng, và người ta sẵn sàng nhân giống bất cứ con gì có tài săn bắn để hoàn thành nhiệm vụ tốt mà không cần chú ý tới vấn đề thuần chủng nhiều. Sau đó giống chó St. John's Dog khiến nó dần dần đi tới tuyệt chủng do chính quyền Newfoundland đã ra đời vào năm 1870, cho phép mỗi gia đình chỉ được nuôi một con chó vì lúc đó Newfoundland đang phát triển ngành chăn cừu, luật đó để bảo vệ những đàn cừu không bị chó tấn công, và St. John's Dog đã hiếm dần, đến năm 1930 thì rất hiếm ở Newfoundland.
Vào năm 1895 ở Anh ra luật rất khắt khe đối với những con chó nhập vào nước Anh để tránh lây bệnh dịch từ các nước khác, người nhập chó phải có giấy phép, phải đóng thuế rất cao và chó phải bị giữ lại 6 tháng để kiểm tra trước khi cho về nhà với chủ. Chính vì điều này, lại cộng thêm sự khan hiếm giống chó St. John's dog ở Canada, vì vậy Labrador ở Anh đã phải nhân giống với những giống chó khác để có được giống chó Labrador ngày nay, nhiều khả năng nó được lai với Setter, Spaniels và những giống Retriever khác, vì vậy Lab ngày nay nhìn gần giống với St. John's dog, nhưng không có đốm trắng ở hai bên mõm và ở chân, chỉ còn đốm trắng ở ngực, và tiêu chuẩn của Lab cũng không chấp nhận đốm trắng ở bất cứ đâu ngoại trừ ở ngực. Ngay nay khi nhân giống những con Lab thuần chủng với nhau thì rất hiếm khi bị có đốm trắng ở mõm, nhưng nếu lai Lab với những giống chó khác thì lại rất thường gặp điều này.

## Đặc điểm
Có hai giống Labrador được biết đến đó là Labrador Anh và Labrador Mỹ. Labrador Anh có nguồn gốc từ nước Anh, và nhìn chung thì có những sự khác biệt giữa các giống này. Labrador Anh có thân hình chắc chắn, người dầy và vuông vức hơn trong khi Labrador nguồn gốc từ Mỹ lại có thân hình cao và thon hơn. Nhìn chung, Labrador là giống chó rắn chắc và khỏe, thân hình khá dài. Kích thước chiều cao trung bình của con đực từ 56–61cm, con cái từ 53–58cm. Cân nặng con đực từ 27–34kg, con cái từ 25–32kg. Labrador có đầu rộng, mũi dày và hàm sắc bén, mõm của chúng khá rộng, lực cắn của chúng có thể lên đến khoảng 56.6kg. Cổ rất mạnh mẽ, cặp mắt màu hạt dẻ hoặc nâu đỏ. Cấu trúc xương ở các chi chắc chắn, giữa các ngón chân có màng giúp chúng bơi lội dễ dàng. Tuổi đời chủa chúng khoảng 10 - 12 năm. Giống Lab rất mạnh khỏe, không có bệnh gì đặc trưng thường gặp ở giống chó này, nhưng cũng giống như tất cả các giống chó khác Lab thỉnh thoảng cũng bị hip dysplasia (hở xương hông), elbow dysplasia (hở xương cùi chỏ), Gastric torsion (bloat)- bệnh đầy hơi, xoắn bao tử.
Chúng có bộ lông ngắn, cứng, dễ chăm sóc. Lông của chúng gần như thẳng, không một gợn sóng, các màu phổ biến là đen,vàng và sôcôla. Labrador thường có nhiều màu biến đổi từ vàng nhạt đến nâu đậm, thậm chí có màu đen nhưng khá hiếm. Trên thực tế còn tồn tại hai màu khá hiếm gặp là màu bạc và màu xám một số người cho rằng màu bạc và xám là kết quả của sự lai tạp, những người khác lại cho rằng đó đích thị chỉ là sự đột biến. Thời gian chúng thay lông, trong nhà đầy lông chó. Chúng có bộ lông không dài và có một lớp lông mao rất rậm bên dưới hoàn toàn không thấm nước. Lông của chúng hoàn toàn không có mùi hôi và khả năng gây dị ứng vô cùng thấp. Bộ lông của chúng đôi khi còn được gọi là "chất chống dính", vào mùa xuân tuyết tan hay mùa thu mưa dầm, đường sá, sân vườn lầy lội, chúng có bị lấm bẩn đến mấy thì khi lông khô, mọi thứ chất bẩn bám trên mình đều tự rơi xuống hết. Chúng không sợ băng giá và rất ít khi bị đau ốm, có thể đi dạo ngoài trời khi nhiệt độ xuống đến âm 30 độ, hoặc thậm chí, nếu cần, có thể tắm ở lỗ băng trên mặt sông mùa đông, ngoài ra chúng có đặc tính không kén ăn.

## Tập tính

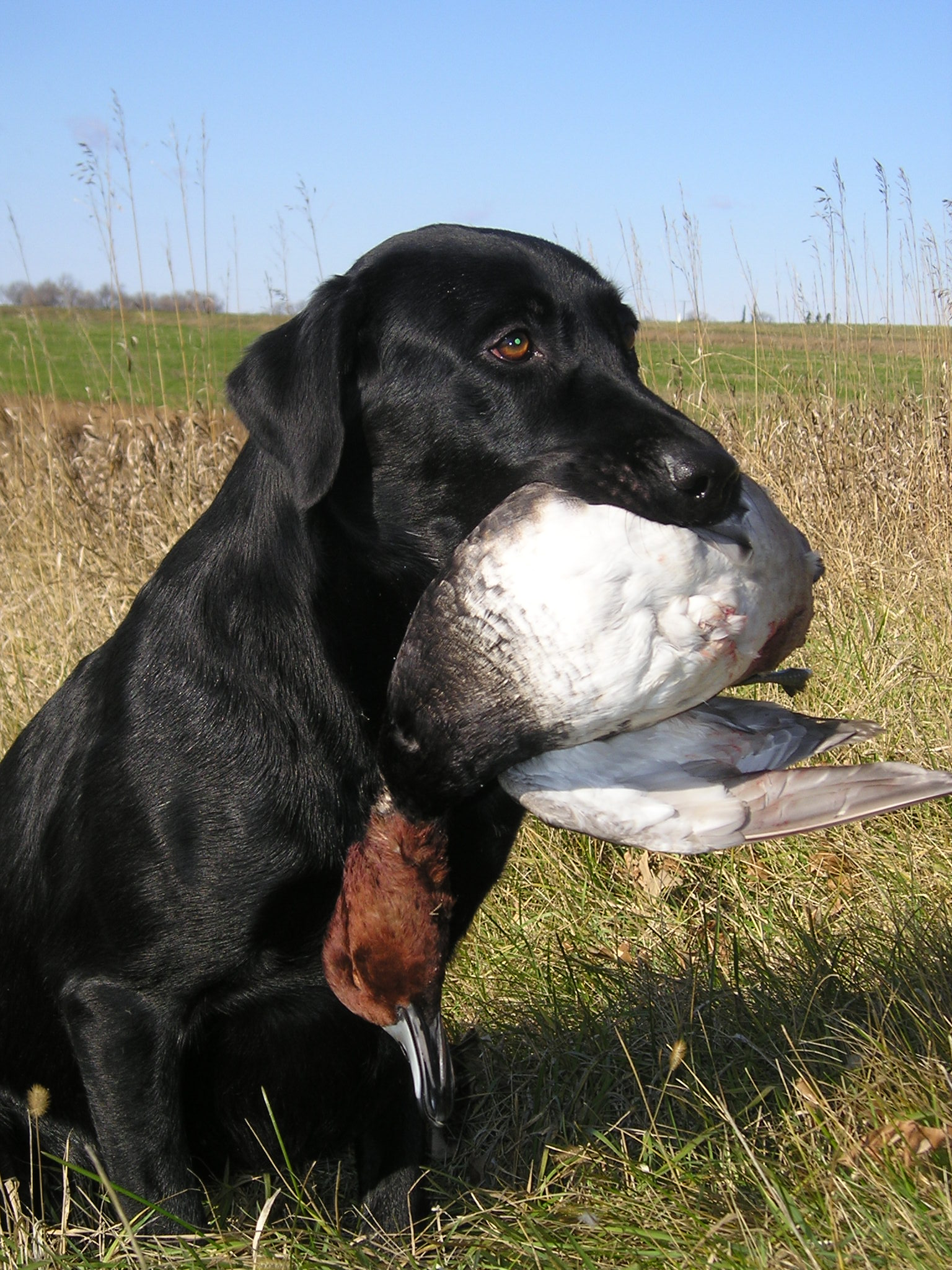
Một con Labrador đang tha một con vịt

Labrador là giống chó rất tình cảm, trìu mến, đáng yêu và nhẫn nại, là giống chó hiền lành, tốt nết. Chúng rất mến trẻ con, lại không đòi hỏi những điều kiện chăm sóc phức tạp, rắc rối. Mức độ thông minh cao, rất trung thành, bền bỉ và vui vẻ. Chúng rất thích chơi đùa, đặc biệt là với nước bởi chúng thực sự thích bơi lội. Labrador là giống chó tốt và đáng tin cậy, rất thân thiện và yêu mến trẻ nhỏ cũng như hoà đồng với các giống chó khác. Chúng cần những người chủ quan tâm và xem chúng như một phần trong gia đình. Chúng rất dễ huấn luyện, một số cá thể có thể khá dè dặt với người lạ, nhưng nếu hoà đồng chúng thì hoàn toàn không có vấn đề gì.
Giống chó Labrador là một trong những giống chó đứng đầu trong bảng phân cấp các giống chó xét theo khả năng hiểu đúng và thực hiện chính xác một số lượng lớn nhất những câu lệnh của người. Những câu lệnh ngắn gọn, khô khan của con người được chúng tôi chuyển hóa thành ngôn ngữ thuộc cấp độ giao tiếp. Những con chó thuộc giống Labrador đều dễ huấn luyện. Điều quan trọng là bạn hãy giải thích cho chó Labrador biết cần gì, không nên dọa nạt, ép buộc chúng. Hãy thể hiện sự bình tĩnh, tế nhị, đồng cảm, nó sẽ đáp lại bằng sự vâng lời, tính kỷ luật và lòng trung thành.
Labrador là giống chó canh gác chứ không phải là chó bảo vệ mặc dù chúng ta vẫn có thể bắt gặp một số con được đào tạo để làm nhiệm vụ bảo vệ. Nên dạy cho Labrador sớm bỏ xích, bởi vì cổ của chúng rất khoẻ do vậy sẽ rất vất vả để điều khiển nó bằng xích. Đây là một giống chó được nuôi khá phổ biến. Các khả năng của chúng bao gồm đi săn, theo dõi, tìm kiếm đồ vật, canh gác, làm chó cảnh sát để phát hiện ma tuý, dắt người mù, chó phục vụ cho những người tàn tật, tìm kiếm và cứu nạn, thậm chí là kéo xe. Labrador Anh thường điềm tĩnh, thoải mái hơn Labrador Mỹ. Labrador Anh cũng thành thục sớm hơn.
Labrador có thể được nuôi trong căn hộ nếu như được luyện tập đầy đủ, tuy nhiên chúng tỏ ra không năng động lắm khi ở trong nhà, nên có một cái sân với kích cỡ vừa phải để chúng được thoải mái. Chúng là giống chó khoẻ mạnh, do vậy chúng rất hài lòng khi được chơi đùa hay làm việc thường xuyên. Cần có nhiều bài tập thường xuyên cho chúng cộng với một khẩu phần ăn hợp lý để tránh trường hợp trở nên quá béo. Chó Labrador nhất thiết phải được ra ngoài đi dạo mỗi ngày hai lần, không dưới một tiếng đồng hồ. Đó là chủng chó săn, chó thợ, chúng phải luôn có một công việc nào đó mới chịu được. Labrador có bộ lông mượt, ngắn dễ chăm sóc. Mức độ rụng lông là trung bình. Chỉ nên tắm cho chúng khi thực sự cần thiết.

## Vật cưng
Chó Lab được nhiều người nổi tiếng trên thế giới nuôi như chó cảnh, có thể kể đến là công chúa Monaco Caroline, vua Gustav của Thụy Điển, tổng thống Estonia Arnold Ruutel, đạo diễn Ý Federico Fellini, các ca sĩ Demis Roussos và Dieter Bohlen, nhà thiết kế thời trang Giorgio Armani, các diễn viên điện ảnh Harrison Ford, Arnold Schwarzenegger, Antonio Banderas, Drew Barrymore, Kevin Costner, Vanessa Paradis và Ted Turner. Chó Labrador cũng được các chính khách như Jacques-Yves Cousteau, Nicolae Ceausescu, Bill Clinton và Francois Mitterrand ưa thích. Trong nhiều thập niên gần đây, chó Labrador thường xuyên có mặt trong các gia đình thuộc hoàng gia Anh. Ở nước Nga, chó Labrador được các nhà lãnh đạo cao cấp hàng đầu như Vladimir Putin, Dmitry Medvedev, Sergei Shoigu yêu quý, các quan chức cấp dưới của họ cũng bắt đầu nuôi chó Labrador.